# (37084) 2000 UD61
2000 UD61 (asteroide 37084) é um asteroide da cintura principal. Possui uma excentricidade de 0.17873680 e uma inclinação de 5.88462º.
Este asteroide foi descoberto no dia 25 de outubro de 2000 por LINEAR em Socorro.